# Departamento Boaco
Boaco ist eines von 15 Departamentos in Nicaragua.
Die Hauptstadt von Boaco ist die gleichnamige Stadt Boaco. Es entstand im Jahr 1938 als Teil des Departamentos Chontales. Das Departamento hat eine Fläche von 4.244 km² bei rund 179.876 Einwohnern (Berechnung 2016), was einer Bevölkerungsdichte von etwa 43 Einwohnern/km² entspricht.
Das Departamento ist seinerseits wiederum in sechs Municipios unterteilt:
1. Boaco
2. Camoapa
3. San José de los Remates
4. San Lorenzo
5. Santa Lucía
6. Teustepe